# Рожок (Неклинівський район)
Рожок — хутір у складі Наталівського сільського поселення Неклинівського районі Ростовської області.
Населення — 703 осіб (2010 рік).

## Географія
Хутір Рожок розташований над Азовським морем західніше Міуського лиману.

### Вулиці
| - вул. П. Є. Приходько, - вул. Приморська, - вул. Ростовська, - вул. Північна, - вул. Українська, - вул. Центральна, - вул. Південна, | - пр. Західний, - пр. Мирний, - пр. Молодіжний, - пр. Жовтневий, - пр. Флотський, - пр. Шкільний. |

## Археологія
На північному узбережжі Таганрозької затоки на багатошаровій стоянці Рожок I (микулинський інтергляціал) у 4-му (мустьєрська культура) шарі було виявлено корінний зуб палеоантропа, в морфології якого, поряд з архаїчними особливостями, виділені й сапієнтні.

## Історія
У 1980-х роках розглядалося питання про створення етнографічного музею хутора Рожок. Наукова документація та проект були підготовлені Лідією Опанасівною Цимбал.

## Топографічні карти
- Аркуш карти L-37-29 Новоазовск. Масштаб: 1 : 100 000. (рос.) Зазначити дату випуску/стану місцевості.